# Michelagnolo Galilei
Michelagnolo Galilei (en ocasiones escrito como Michelangelo; 18 de diciembre de 1575 - 3 de enero de 1631) fue un compositor y lutista italiano del Renacimiento tardío y barroco temprano eras, activo principalmente en Baviera y Polonia. Fue hijo del teórico de la música y lutista Vincenzo Galilei, y el hermano menor del renombrado astrónomo Galileo Galilei.
Nació en Florencia. Aprendió a tocar el laúd a temprana edad, como su padre. Estaba destinado a desarrollar su carrera en Florencia, pero cuando su padre murió en 1591, Michelagnolo contaba con dieciséis años y fue puesto a cargo de su hermano mayor, Galileo Galilei, en Padua.
Se debía encontrar otro empleo para Michelagnolo, así que 1593 se fue a Polonia, donde los músicos extranjeros estaban muy demandados. Muy probablemente le reclamó la poderosa familia polaco-lituana Radziwiłł.
Michelagnolo volvió de Polonia en 1599, en un segundo intento fallido de conseguir un empleo en Florencia en la corte del Gran Duque Fernando I de Médici, pero volvió en 1600 a su anterior empleo en Polonia. Permaneció allí hasta 1607, año en el que fue contratado en la Hofkapelle del Duque Maximiliano I.
Su relación con su hermano Galileo se hizo especialmente difícil los últimos años. Muchas de las cartas entre ambos se han preservado. Michelagnolo imploraba incesantemente a su hermano mayor por dinero y por ayuda con su difícil hijo (Vincenzo, nacido en 1608, era particularmente problemático).

## Música
La mayor parte de la música de Michelagnolo es para laúd de diez cuerdas, casi toda ella publicada en su libro Il primo libro d'intavolatura di liuto (Munich, 1620).